# Xperia M4 Aqua
Sony Xperia M4 Aqua (ソニー エクスペリア エムヨン アクア)は、日本のソニーモバイルによって開発された、第4世代移動通信システム対応のSIMフリーAndroidスマートフォンである。
本機種はミッドレンジに位置づけられ、64bitオクタコアのCPU搭載しIP65/IP68準拠のキャップレス防水性能を有し水中撮影も可能とされる。外観はハイエンドモデルのXperia Z3やXperia Z4と酷似しているが、筐体材質や一部コネクタ、スイッチ類の位置が若干違う。
シングルSIMモデルのE2303、E2306、E2353、デュアルSIMモデルのE2312、E2333、E2363の、合計6モデルが販売されている。

## 利用周波数帯
- E2303,E2333
  - FDD-LTE:B1,2,3,5,7,8,20
  - UMTS HSPA:850,900,1900,2100MHz
  - GSM:850,900,1800,1900MHz
- E2306
  - FDD-LTE:B2,4,5,7,12,13,17,28
  - UMTS HSPA:850,1700AWS,1900,2100MHz
  - GSM:850,900,1800,1900MHz
- E2353,E2363
  - FDD-LTE:B1,3,5,7,8,28
  - TD-LTE:B40
  - UMTS HSPA:850,900,1900,2100MHz
  - GSM:850,900,1800,1900MHz
- E2312
  - UMTS HSPA:850,900,1700AWS,1900,2100MHz
  - GSM:850,900,1800,1900MHz